# سامية بن دريس
 سامية بن دريس (16 يوليو 1971-)، كاتبة جزائرية ولدت في فرجيوة في ولاية ميلة. حظيت رواياتها ببعض الدراسات الأكاديمية على مستوى الجامعات الجزائرية.

## حياتها
تابعت دراستها الأولية بمسقط رأسها ثم انتقلت إلى جامعة قسنطينة حيث حصلت على شهادة ليسانس في الأدب العربي سنة 1994. بعد التخرج التحقت بالتعليم الثانوي الذي مازالت تزاوله إلى يومنا هذا.
حصلت على شهادة الماجستير سنة 2014 تخصص النقد الجزائري المعاصر من جامعة جيجل.
تنتظر مناقشة رسالة الدكتوراه من جامعة منتوري قسنطينة.
بدأت الكتابة مع بداية التسعينات، وأذيعت بعض قصصها القصيرة في برنامج " دروب الإبداع "عبر أمواج القناة الأولى من خلال برنامج دروب الإبداع
كما نشرت بعض القصص على صفحات بعض الجرائد والمجلات الوطنية مثل النصر والحقيقة والوحدة. وفي عدة مواقع إلكترونية كأصوات الشمال ومجلة الكلمة والقصة العراقية وموقع الروائي وديوان العرب.
اعتمدت رواياتها موضوعات لرسائل دكتوراه بعدة جامعات وطنية منها جامعة تيزي وزو جامعة جيجل جامعة سكيكدة وجامعة بسكرة، حظيت روايتها «بيت الخريف» بدراسة قدمتها فاطمة بريهوم، كما أن الناقدة العراقية المرموقة الدكتورة بشرى البستاني بصدد إعداد دراسة حول رواية شجرة مريم.

## أعمالها الأدبية
- رائحة الذئب سنة 2015.
- شجرة مريم سنة 2015.
- أطيفاف شهرزاد سنة 2016.
- بيت الخريف سنة 2017.

## جوائز
- المرتبة الثانية للقصة القصيرة، نظمها النادي الأدبي جامعة قسنطينة 1993.
- المرتبة الثانية وطنيا للقصة القصيرة نطمتها إذاعة ملية سنة 2012.